# Batalla de Francia
La batalla de Francia —también conocida como la caída de Francia— fue la invasión por parte de la Alemania nazi a Francia, Bélgica, los Países Bajos y Luxemburgo, en el marco de la Segunda Guerra Mundial. Francia había declarado la guerra a Alemania el 3 de septiembre de 1939, luego de que esta última invadiera Polonia. A comienzos de septiembre de 1939, Francia lanzó la fallida ofensiva del Sarre, y para mediados de octubre las tropas francesas habían vuelto a sus posiciones originales. Alemania abrió fuego el 10 de mayo de 1940 y, al cabo de solo seis semanas, derrotó a las fuerzas aliadas y conquistó Francia, Bélgica, Luxemburgo y los Países Bajos, terminando con las operaciones terrestres en el frente occidental hasta los desembarcos aliados en Normandía, el 6 de junio de 1944. Italia entró en la guerra el 10 de junio de 1940 e invadió Francia desde los Alpes.
En el plan Amarillo (Fall Gelb), las unidades acorazadas alemanas avanzaron por sorpresa en las Ardenas y a lo largo del valle del Somme, aislando y cercando a las unidades aliadas que habían avanzado hasta Bélgica para hacer frente a la invasión esperada por ese territorio. Cuando las fuerzas británicas, belgas y francesas fueron empujadas hacia el mar por la bien organizada operación alemana, la Fuerza Expedicionaria Británica (BEF) y varias divisiones francesas fueron evacuadas de la playa de Dunkerque en la Operación Dínamo.
El 5 de junio, las fuerzas alemanas lanzaron plan Rojo (Fall Rot). Las sesenta divisiones francesas y dos británicas restantes opusieron una tenaz resistencia, pero fueron vencidas por la superioridad aérea y movilidad acorazada tudescas. Los carros de la Wehrmacht flanquearon la línea Maginot e hicieron enormes avances en territorio francés, ocupando París sin oposición el 14 de junio. Tras el colapso del ejército y el escape del gobierno galo, los comandantes alemanes se reunieron con funcionarios franceses el 18 de junio para negociar el fin de las hostilidades.
El 22 de junio ambos países firmaron un segundo armisticio en Compiègne. El gobierno de Vichy, encabezado por el mariscal Philippe Pétain, se convirtió en sucesor legal de la Tercera República Francesa, y Alemania ocupó toda las costas septentrional y occidental de Francia, así como el interior de las mismas. Italia se reservó una pequeña zona de ocupación en el sureste y el régimen de Vichy, por su parte, retuvo el territorio no ocupado en el sur, conocido como la «zona libre». En noviembre de 1942, las tropas alemanas e italianas ocuparon la «zona libre» con la Operación Anton y esta permaneció en manos del Eje hasta el desembarco de los aliados en 1944.

## Antecedentes

### Línea Maginot
Durante la década de 1930, Francia construyó una línea de fortificaciones a lo largo de la frontera con Alemania conocida como «línea Maginot», con el objeto de economizar la mano de obra y evitar una invasión alemana por su frontera con Francia obligando a sus fuerzas a concentrarse en Bélgica, donde se encontrarían con las mejores divisiones del Ejército Francés. Dado que la guerra tendría lugar fuera del territorio francés, se evitaría una destrucción como la ocurrida durante la Primera Guerra Mundial. La sección principal de la línea Maginot abarcaba desde la frontera con Suiza hasta Longwy; se pensaba que las colinas y bosques de la región de las Ardenas ofrecían suficiente cobertura al norte. El General Philippe Pétain declaró que las Ardenas serían «impenetrables» en la medida en que se tomaran «medidas especiales» para destruir a una fuerza invasora mientras esta emergía de los bosques mediante un movimiento de pinza. El comandante en jefe de las fuerzas francesas, general Maurice Gamelin también consideraba que la zona se encontraba a salvo de un ataque, remarcando que «nunca favorecía operaciones a gran escala». Los juegos de guerra celebrados en 1938, sobre la premisa de un hipotético ataque alemán a través de las Ardenas, dejaron en el ejército la impresión de que el área era en buena medida impenetrable y que esto, sumado al obstáculo representado por el río Meuse, daría tiempo suficiente a los franceses para enviar tropas y poder hacer frente a un ataque.

### Invasión alemana de Polonia
En 1939, Francia y el Reino Unido ofrecieron apoyar militarmente a Polonia en caso de una invasión alemana. Al alba del 1 de septiembre, la Wehrmacht emprendió la ofensiva. Francia e Inglaterra declararon la guerra a Alemania el 3 de septiembre, luego de que Hitler no respondiera al ultimátum emitido por ambos países. Tras esto, siguieron las declaraciones de guerra de Australia (3 de septiembre), Nueva Zelanda (3 de septiembre), Sudáfrica (6 de septiembre) y Canadá (10 de septiembre). Si bien los compromisos británicos y franceses hacia Polonia fueron cumplidos a nivel político, los Aliados no estaban en posición de otorgar una adecuada asistencia militar a los polacos en un período razonable. Además, aún de haber sido factible una intervención militar aliada, esta traía aparejado el riesgo de la entrada de la Unión Soviética en defensa de Alemania en virtud del recientemente firmado Pacto Ribbentrop-Mólotov entre ambos países y la invasión soviética del este de Polonia. A causa de esto, los Aliados optaron por planear una estrategia a largo plazo y se movilizaron para realizar operaciones terrestres defensivas contra Alemania, al tiempo que se impuso un bloqueo comercial y se aceleró el rearme de preguerra, en preparación para una eventual invasión a Alemania.

### Guerra de broma
El 7 de septiembre, en cumplimiento de la alianza con Polonia, Francia emprendió la ofensiva del Sarre con un avance desde la línea Maginot y penetrando cinco kilómetros en el Sarre. Francia había movilizado 98 divisiones (70 de las cuales eran de reserva o guarniciones de los fuertes) y 2500 carros de combate contra una fuerza alemana compuesta solamente por 43 divisiones (32 de reserva) y carente de carros de combate. Los franceses avanzaron hasta la Línea Siegfried, en aquel entonces débilmente defendida. El 17 de septiembre, Gamelin ordenó la retirada, y el último soldado francés abandonó el territorio alemán el 17 de octubre. Tras esta ofensiva, siguió un período de relativa paz conocido como Guerra de broma entre ambos beligerantes. Los galos se replegaron detrás de la línea Maginot y prepararon junto con los ingleses una línea defensiva a lo largo de la frontera entre Francia y Bélgica, que se había declarado neutral, comprometiendo así la eficacia de la defensa aliada. La situación en Londres y París era de confianza en la derrota alemana, si bien las rápidas victorias del Eje en Polonia y Noruega empezaron a poner nerviosos a los Aliados. Hitler, por su parte, había esperado que tanto Francia como Inglaterra consintieran la ocupación de Polonia y buscaran la paz. El 6 de octubre extendió una oferta a ambas potencias.
En previsión de que los británicos tratasen de bloquear el suministro de hierro sueco —como ya había hecho la Marina Real británica durante la Primera Guerra Mundial— Hitler invadió las neutrales Noruega y Dinamarca, preparando a la vez el camino para su ofensiva en el oeste.

## Estrategia aliada

### PlanEscaut
La estrategia militar francesa quedó establecida el 3 de septiembre de 1939 luego de tomarse en consideración los análisis sobre la geografía, recursos y mano de obra disponible. El Ejército Francés defendería el flanco derecho y penetraría en Bélgica por la izquierda para tener una posición más allá de la frontera nacional. La profundidad de dicho avance dependió del devenir de la situación, que ya se veía complicada luego de que Bélgica rompiera el Acuerdo Franco-Belga de 1920, firmado tras la remilitarización de Renania por parte de Alemania en 1936. Como Estado neutral, Bruselas se mostraba reacia a cooperar abiertamente con Francia, aunque les proveyeron de información respecto de las defensas belgas. Para mayo de 1940, ambos países conocían la naturaleza de los planes para la defensa del otro, pero no se habían coordinado para hacer frente a una ofensiva tudesca hacia el oeste, a través de Luxemburgo y el este de Bélgica. París esperaba que Alemania violara primero la neutralidad belga, otorgando un pretexto para la intervención francesa o induciendo a los belgas a solicitar apoyo de París ante una invasión inminente. Buena parte de las fuerzas móviles francesas estaban reunidas en la frontera con Bélgica, listas para retrasar lo más posible a los alemanes.
Si Bélgica pedía ayuda a Francia tempranamente, las tropas galas podrían movilizarse hacia la frontera germano-belga, aunque, de no ocurrir esto, existían tres posibles líneas defensivas más atrás.
- Una primera línea desde Givet a Namur, a través de Gembloux, Wavre, Lovaina y a lo largo del río Dyle hasta Amberes, que con 70–80 km era la más corta de las tres.
- Una segunda posibilidad existía desde la frontera francesa hasta Condé, Tournai, a lo largo del Escaut (Scheldt) hasta Ghent y desde allí hasta Zeebrugge, en la costa del Mar del Norte, y posiblemente siguiendo el Escaut hasta Amberes. Este sería el Plan Escaut o Plan E.
- La tercera posibilidad comprendía las fortificaciones de la frontera francesa desde Luxemburgo hasta Dunkerque.

Durante las primeras dos semanas de la guerra, Gamelin se inclinaba por el Plan E, en virtud del ejemplo del rápido avance alemán en Polonia. Gamelin y otros comandantes franceses se mostraban escépticos respecto de la rapidez con la que podrían avanzar las tropas francesas antes de la llegada de la Wehrmacht. A finales de septiembre, Gamelin emitió una directiva al Général d'armée Gaston Billotte, comandante del I Grupo de Ejércitos:

[...] asegurar la integridad del territorio nacional y defenderse sin retirar la posición de resistencia organizada a lo largo de la frontera [...].
Gamelin

Con esto, autorizaba al I Grupo de Ejércitos a ingresar a Bélgica y desplegarse a lo largo del Escaut de acuerdo al Plan E. El 24 de octubre, Gamelin dispuso que un avance más allá del Escaut solo sería posible si las tropas francesas se movilizaban lo suficientemente rápido como para detener a los alemanes.

### Plan Dyle
Hacia fines de 1939, Bélgica había mejorado sus defensas en el canal Alberto y aumentado la preparación del ejército. Gamelin y el Grand Quartier Général (GQG, alto mando ad hoc del ejército francés en tiempos de guerra) comenzaron a contemplar la posibilidad de avanzar más allá del Escaut. Para noviembre, el GQG determinó la viabilidad de una nueva línea de defensa a lo largo del curso del río Dyle, pese al escepticismo del general Alphonse Georges, comandante del Frente Noreste, respecto de la posibilidad de llegar al mismo antes que los alemanes. Gran Bretaña mantenía una actitud ambivalente sobre avanzar dentro de Bélgica, pero Gamelin convenció a los británicos y el Plan Dyle fue adoptado el 9 de noviembre. El día 17, el Consejo Supremo de Guerra Anglo-Francés consideró esencial la ocupación de la Línea del Dyle y, ese mismo día, Gamelin emitió una directiva estableciendo una línea desde Givet a Namur, Gembloux, Wavre, Louvain y Amberes. Durante los siguientes cuatro meses, los ejércitos neerlandés y belga se abocaron al fortalecimiento de sus defensas, la BEF fue expandida y el ejército francés recibió más equipamiento y entrenamiento. Gamelin también consideró un movimiento hacia la ciudad neerlandesa de Breda. Si los Aliados lograban impedir que Breda cayera en manos de los alemanes, las diez divisiones del ejército neerlandés se unirían a las otras formaciones aliadas, se aumentaría el control sobre el mar del Norte y se privaría a Alemania de bases desde las cuales atacar a Gran Bretaña.
Para mayo de 1940, el I Grupo de Ejércitos tenía a su cargo la defensa de Francia desde la costa del canal de la Mancha hasta el límite occidental de la línea Maginot. El VII Ejército (Henri Giraud), la BEF (Lord Gort), y los I y IX Ejércitos (Georges Maurice Jean Blanchard y André Corap, respectivamente) estaban listos para avanzar hacia la Línea Dyle, girando sobre el II Ejército ubicado más al sur.
- El VII Ejército ocuparía el territorio al oeste de Amberes, listo para penetrar en Holanda.
- Se esperaba que los belgas retrasasen a los alemanes antes de replegarse desde el canal Alberto hacia el Dyle, de Amberes a Louvain.
- En el flanco derecho (sur) belga, la BEF debía defender unos 20 km del Dyle desde Louvain hasta Wavre con nueve divisiones.
- El I Ejército, situado a la derecha de la BEF, debía mantener 35 km con diez divisiones desde Wavre, a través de Gembloux, hasta Namur. El espacio entre el Dyle y Namur al norte del río Sambre, con Maastricht y Mons a cada lado, tenía pocos obstáculos geográficos naturales y era la ruta tradicional de invasión, directo hacia París.
- El IX Ejército se ubicaría al sur de Namur, a lo largo del Meuse en el flanco izquierdo (norte) del II Ejército.[14]
- El II Ejército cubriría el flanco derecho (sur) del I Grupo de Ejércitos y mantendría la línea entre Pont à Bar, 6 km al oeste de Sedán, y Longuyon.

El GQG consideraba que los II y IX Ejércitos cumplían las tareas más fáciles del grupo, puesto que estaban atrincherados en el margen occidental del Meuse, en una tierra fácilmente defendible y ubicada detrás de las Ardenas, un considerable obstáculo que alertaría inmediatamente cualquier ataque alemán en el frente francés. Luego de que el VII Ejército fuese transferido de la reserva estratégica al I Grupo de Ejércitos, aun permanecían siete divisiones detrás de los II y IX Ejércitos, y podían moverse otras más desde atrás de la línea Maginot. Todas las divisiones menos una se hallaban a cada lado del punto de convergencia entre ambos ejércitos, dado que al GQG le preocupaba más la posibilidad de un ataque alemán más allá del límite norte de la línea Maginot y entonces hacia el sureste a través de Stenay, para el cual las divisiones detrás del II Ejército estaban bien ubicadas.

### Inteligencia aliada
En el invierno de 1939-40, el cónsul general belga en Colonia anticipó el ángulo de avance que planeaba Manstein. Los informes de inteligencia permitieron a los belgas deducir que la Wehrmacht estaba concentrando sus fuerzas a lo largo de las fronteras belga y luxemburguesa.
En marzo de 1940, la inteligencia suiza detectó seis o siete divisiones Panzer y varias más motorizadas en la frontera entre Alemania, Bélgica y Luxemburgo. La inteligencia francesa, por su parte, efectuó misiones de reconocimiento aéreo en las que se observaron puentes de barcas a mitad del río Our, en la frontera germano-luxemburguesa. El 30 de abril, el agregado militar francés en Berna advirtió que el asalto alemán comenzaría en el río Meuse en Sedán, en algún momento entre el 8 y 10 de mayo. Estos informes no impactaron a Gamelin, como tampoco lo hicieron otros procedentes de fuentes neutrales como el Vaticano, o el avistaje francés de una columna germana de vehículos blindados de unos 100 km posicionada en la frontera luxemburguesa.

## Estrategia alemana

### Plan Amarillo
El 9 de octubre, Hitler dispuso la Führer-Anweisung N°6. Hitler reconocía de hecho la necesidad de derrotar militarmente a las naciones europeas occidentales como requisito para emprender la conquista de Europa oriental y evitar así una guerra de dos frentes, pero estas intenciones no aparecen manifiestas en la Directiva N.º 6. El plan descansaba en la presunción, aparentemente más realista, de que tomaría varios años consolidar el poderío militar tudesco. De momento, solo podrían preverse objetivos limitados y con el objeto de mejorar las habilidades de Alemania de sobrevivir a una guerra larga en el oeste. Hitler ordenó llevar a cabo la invasión de los Países Bajos lo más rápido posible para retrasar a las tropas francesas e impedir la amenaza del poder aéreo aliado sobre el Ruhr. De este modo, también sentaría las bases para una prolongada campaña por mar y aire contra el Reino Unido. La directiva no hacía mención respecto de ningún ataque consecutivo inmediato que tuviera por objeto hacerse con toda Francia, pero sí establecía que debían ser ocupadas la mayor cantidad de zonas fronterizas en el norte de Francia como fuese posible.
El 10 de octubre, Gran Bretaña rechazó la propuesta de paz de Hitler y Francia hizo lo propio tres días después. El coronel general Franz Halder (Jefe del Estado Mayor del OKH), presentó el primer bosquejo del Plan Amarillo el 19 de octubre. Este era el nombre clave de preguerra de los planes para una campaña en los Países Bajos: el Aufmarschanweisung N°1, Fall Gelb (Instrucción de Despliegue N.º 1, Plan Amarillo). El plan de Halder era similar al Plan Schlieffen (nombre dado a la estrategia alemana de 1914 en la I Guerra Mundial), dado que ambos establecían un avance a través del centro de Bélgica. El Aufmarschanweisung N°1 preveía un ataque frontal y sacrificar medio millón de soldados alemanes solamente para empujar a los Aliados hacia el río Somme. La capacidad militar alemana de 1940 se vería entonces agotada y el ataque principal contra Francia recién tendría lugar en 1942. Cuando Hitler objetó esta idea y se inclinó por un avance acorazado decisivo como en Polonia, Halder y Brauchitsch intentaron disuadirlo explicando que, si bien las tácticas de movimientos mecanizados rápidos eran efectivas contra un ejército europeo oriental «de pacotilla», no servirían contra un ejército de primera categoría como el de Francia.
El plan de Halder decepcionó a Hitler, que reaccionó decidiendo que el Ejército atacase lo más temprano posible, especulando con que la falta de preparación por parte de los Aliados desembocara en una victoria fácil. Hitler propuso el 25 de octubre de 1939 como fecha de inicio de la invasión, pero aceptó que no era realista. El 29 de octubre, Halder presentó otro plan, el Aufmarschanweisung N°2, Fall Gelb, que incluía un ataque secundario a los Países Bajos. El 5 de noviembre, Hitler notificó a Walther von Brauchitsch la decisión de lanzar la ofensiva el día 12. Brauchitsch respondió que el ejército precisaba tiempo para recuperarse de la campaña en Polonia y ofreció su renuncia, que fue rechazada. Sin embargo, Hitler pospuso la operación dos días después citando el mal clima como justificación. A este le siguieron otros aplazamientos a medida que los comandantes persuadían a Hitler para retrasar la campaña unos días o semanas, para corregir defectos en la planificación o esperar mejores condiciones meteorológicas. Hitler también quiso modificar el plan, ya que no le resultaba satisfactorio; nunca se consideró su carencia de entendimiento en cuanto a la falta de preparación de Alemania para la guerra y el efecto de la pérdida de vehículos blindados. Pese a que la victoria en Polonia se había alcanzado rápidamente, muchos vehículos blindados se habían perdido y no era fácil reemplazarlos. Esto resultó finalmente en una dispersión de las fuerzas a ser desplegadas: aunque el ataque principal debía darse en el centro de Bélgica, también se lanzarían ataques secundarios en los flancos. Hitler expresó esta sugerencia, presionando para atacar a la brevedad blancos no preparados para la defensa.
Hitler no era el único a quien el plan de Halder no convencía. También mostró su desacuerdo el general Gerd von Rundstedt, comandante del Grupo de Ejércitos A. Rundstedt reconoció que no se ajustaba a los lineamientos más clásicos de la Bewegungskrieg («guerra de maniobras») que habían modelado la estrategia alemana desde el siglo XIX. La penetración debía necesariamente resultar en el cerco y destrucción del grueso de las fuerzas Aliadas. El lugar más práctico en donde llevarlo a cabo sería en la región de Sedán, que se hallaba dentro del área del Grupo de Ejércitos de Rundstedt. El 21 de octubre, Rundstedt acordó con su jefe de Estado Mayor, Generalleutnant Erich von Manstein, que sería necesario concebir un plan alternativo que reflejase estas ideas básicas, fortaleciendo lo más posible al Grupo de Ejércitos A a expensas del Grupo de Ejércitos B en el norte.

### Plan Manstein

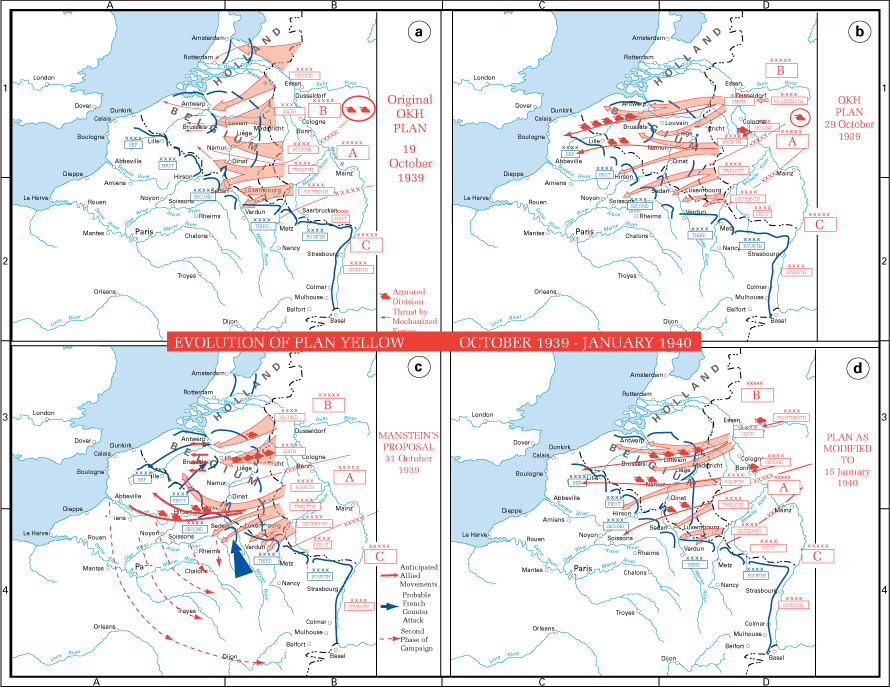
Evolución del Fall Gelb, la invasión de los Países Bajos.

Mientras Manstein ideaba nuevos planes en Coblenza, el Generalleutnant Heinz Guderian, comandante del XIX Cuerpo de Ejército, se alojaba en un hotel cercano. Manstein consideró al principio un movimiento hacia el norte desde Sedán, directo en la retaguardia de las fuerzas móviles aliadas en Bélgica. Al ser invitado a contribuir al planeamiento durante discusiones informales, Guderian propuso una idea nueva y radical: el grueso de las Panzerwaffe deberían concentrarse en Sedan y luego avanzar al oeste, hacia el Canal de la Mancha, sin esperar a la llegada de las divisiones de infantería. Consideraba que esto podría generar un colapso estratégico en el enemigo y evitar el relativamente alto número de bajas que podrían esperarse de un Kesselschlacht (embolsamiento).
Semejante uso independiente y arriesgado del blindaje ya había sido largamente discutido en Alemania antes de la guerra, pero el Oberkommando des Heeres (OKH, Alto Mando del Ejército) dudaba del éxito de tal tipo de operación. Las ideas generales operacionales de Manstein se granjearon el apoyo de Guderian, que entendía el territorio, habiendo experimentado sus condiciones en 1914 y 1918. Manstein redactó un primer memorándum explicando el plan alternativo en términos generales el 31 de octubre. En el documento procuró evitar mencionar a Guderian y minimizando el papel estratégico de las unidades blindadas a fin de ahorrarse cualquier resistencia innecesaria. Otros seis memoranda siguieron entre el 31 de octubre de 1939 y el 12 de enero de 1940, uno más radical que el anterior. Todos fueron rechazados por el OKH y Hitler nunca se enteró del contenido de estos.

### Incidente de Mechelen
El 10 de enero de 1940, un avión alemán que transportaba a un oficial que llevaba consigo los planes de la Luftwaffe para una ofensiva a través del corazón de Bélgica hacia el mar del Norte, debió efectuar un aterrizaje forzoso cerca de la localidad belga de Maasmechelen, en la región de Flandes. Si bien la documentación fue capturada, los Aliados dudaron de que esta fuera genuina. En el período de luna llena de abril de 1940, los Aliados fueron puestos en alerta ante un posible ataque en Holanda o los Países Bajos, una ofensiva a través de los Países Bajos para flanquear la línea Maginot desde el norte, un ataque sobre la propia línea defensiva o una invasión por Suiza. Ninguna de las contingencias preveía un ataque alemán en las Ardenas, pero luego de la pérdida de los planes de la Luftwaffe, los alemanes asumieron que la apreciación Aliada de sus intenciones se habría visto reforzada. El Aufmarschanweisung N.º 3, Fall Gelb, una enmienda al plan fechada el 30 de enero, no era más que una revisión de detalles. El 24 de febrero, la concentración tentativa de fuerzas germanas fue trasladada a las Ardenas al sur. Veinte divisiones (incluyendo siete Panzer y tres motorizadas) fueron transferidas del Grupo de Ejércitos B, frente a Bélgica y Holanda, al Grupo de Ejércitos A, posicionado frente a las Ardenas. La inteligencia militar francesa tomó nota del traslado de contingentes desde el Sarre hasta el norte del Mosela pero no detectó el movimiento de tropas desde la frontera neerlandesa hacia la zona entre la región de Eifel y el Mosela.

#### Adopción del Plan Manstein
El 27 de enero, Manstein fue despedido como Jefe del Estado Mayor del Grupo de Ejércitos A y enviado a comandar un cuerpo del ejército en Prusia oriental. Para silenciar a Manstein, Franz Halder había instigado su traslado a Stettin el 9 de febrero. El estado mayor de Manstein abogó por él ante Hitler, que había sugerido por su cuenta un ataque en Sedán, en contra de los consejos del OKH. El 2 de febrero, Hitler se enteró del plan de Manstein y el día 17 lo convocó a una reunión junto a los generales Rudolf Schmundt (Jefe de Personal de) y Alfred Jodl, Jefe de Operaciones del Oberkommando der Wehrmacht (OKW, Alto Mando de las Fuerzas Armadas Alemanas). Al día siguiente, Hitler ordenó la adopción de las ideas de Manstein, considerando que ofrecían la posibilidad de una victoria definitiva. Mientras Hitler solo reconocía el potencial de un ataque en Sedán en términos tácticos, Manstein lo veía como un medio para un fin. Preveía una operación hacia el Canal de la Mancha y con el objetivo de rodear a los ejércitos aliados en Bélgica; si el plan resultaba exitoso, podría tener efecto a nivel estratégico.
Halder cambió súbitamente de opinión, y aceptó que el Schwerpunkt debía ser en Sedán. No tenía intención alguna de permitir a las siete divisiones Panzer del Grupo de Ejércitos A emprender una penetración estratégica independiente. Para desgracia de Guderian, este elemento fue eliminado del nuevo plan, el Aufmarschanweisung Nº 4, Fall Gelb, promulgado el 24 de febrero. Gran parte de la oficialidad alemana se indignó y llamó a Halder como el «sepulturero de las fuerzas Panzer». Aún adaptado a una metodología más convencional, el nuevo plan atrajo las críticas de la mayoría de los generales alemanes. Consideraban una absoluta irresponsabilidad crear una concentración de fuerzas en una posición imposible de aprovisionar adecuadamente, a través de rutas que podían ser fácilmente bloqueadas por los franceses. Si los Aliados no reaccionaban tal como se esperaba, la ofensiva alemana podría resultar en una hecatombe militar. Sus objeciones fueron ignoradas y Halder respondió que, dado que la posición estratégica alemana ya parecía desesperada, incluso la más mínima esperanza de victoria debía ser aprovechada. Poco antes de la invasión, Hitler, que se había dirigido a las fuerzas en el frente occidental y se mostraba alentado por el éxito en Noruega, predijo con confianza que la campaña tomaría unas seis semanas. Personalmente, lo que más lo emocionaba era el asalto en planeadores sobre el fuerte Eben-Emael.

## Preludios

### Ejército alemán
Alemania había movilizado 4 200 000 hombres del Heer (Wehrmacht) (Ejército alemán), 1 000 000 de la Luftwaffe (Fuerza Aérea alemana), 180 000 de la Kriegsmarine (Armada alemana) y 100 000 de las Waffen-SS (brazo militar del Partido Nazi). Al restar los que estaban ubicados en Polonia, Dinamarca y Noruega, Alemania tenía 3 000 000 de hombres disponibles el 10 de mayo de 1940 para la ofensiva en Francia y los Países Bajos. Estas tropas se formaron en 157 divisiones. De estas, 135 fueron destinadas a la ofensiva, incluidas 42 divisiones de reserva. Las fuerzas alemanas en el oeste en mayo y junio desplegaron unos 2439 tanques y 7378 cañones. En 1939-1940, el 45 % del ejército tenía por lo menos 40 años y el 50 % de todos los soldados tenía solo unas pocas semanas de entrenamiento. Solo el 10 % de su ejército estaba motorizado en 1940 y solo podía reunir 120 000 vehículos, en comparación con los 300 000 del ejército francés. Toda la fuerza expedicionaria británica estaba motorizada. La mayor parte del transporte logístico alemán consistió en vehículos tirados por caballos. Solo el 50 % de las divisiones alemanas disponibles en 1940 estaban listas para el combate, a menudo estaban peor equipadas que sus equivalentes en los ejércitos británico y francés, o incluso apenas al nivel del ejército alemán de 1914. En la primavera de 1940, el ejército alemán era semimoderno. Un pequeño número de las divisiones mejor equipadas y de élite eran contrarrestadas por muchas divisiones de segunda y tercera categoría".
El Grupo de Ejércitos A, comandado por Gerd von Rundstedt, comprendía 45 divisiones y media, incluidas siete blindadas, y debía ejecutar el movimiento decisivo a través de las defensas aliadas en las Ardenas. La maniobra llevada a cabo por los alemanes en ocasiones se conoce como Sichelschnitt, la traducción alemana de la frase sickle cut («corte de hoz») acuñada posteriormente por Winston Churchill. Involucraba a tres ejércitos (el 4.º, 12.º y 16.º) y tenía tres cuerpos Panzer. El XV había sido asignado al 4.º Ejército, pero el XLI (Reinhardt) y el XIX (Guderian) se unieron al XIV Cuerpo de Ejército de dos divisiones de infantería motorizada en un nivel operativo especial independiente en Panzergruppe Kleist (XXII Cuerpo). El Grupo de Ejércitos B (Fedor von Bock), compuesto por 29 divisiones y media, incluidas tres blindadas, debía avanzar a través de los Países Bajos y atraer a las unidades del norte de los ejércitos aliados para hacerlas meterse en una encerrona. Estaba compuesto por los ejércitos 6.º y 18.º. El Grupo de Ejércitos C (Wilhelm Ritter von Leeb) compuesto por 18 divisiones del 1.º y 7.º Ejércitos, se encargó de evitar un movimiento de flanqueo desde el este y de lanzar pequeños ataques de retención contra la línea Maginot y el Alto Rin.

## Desarrollo

### Frente norte
A las 21:00 del 9 de mayo, la palabra Danzig fue transmitida a todas las divisiones del ejército, dando inicio al Plan Amarillo. La seguridad era tan estricta que muchos oficiales, a causa de constantes retrasos, se encontraban lejos de sus unidades al momento de emitirse la orden. Luxemburgo cayó en un día, sin oponer prácticamente resistencia ante los invasores. El Grupo de Ejércitos B lanzó entonces su ofensiva de distracción en Bélgica y los Países Bajos. Para facilitar su avance, al alba del 10 de mayo los Fallschirmjäger (paracaidistas) de élite de la 7.ª División Flieger y de la 22.ª División Luftlande (al mando de Kurt Student) aterrizaron por sorpresa en La Haya, en el camino a Róterdam y en el Fuerte Eben-Emael, en Bélgica. La reacción del mando francés no se hizo esperar, y envió al I Grupo de Ejércitos hacia el norte, de acuerdo al Plan D. Esta maniobra comprometió a sus mejores tropas, reduciendo su capacidad de combate debido a la desorganización parcial que causó y su movilidad al agotar sus reservas de combustible. Cuando el VII Ejército francés penetró en los Países Bajos, se encontró con que los neerlandeses ya estaban en plena retirada, por lo que este se replegó hacia Bélgica, para proteger Amberes.
Invasión de los Países Bajos

Ofensiva alemana de 1940 en el Benelux.

El esfuerzo de guerra de la Luftwaffe consistió de 247 bombarderos medios, 147 cazas, 424 aviones de transporte Junkers Ju 52 y 12 hidroaviones Heinkel He 59. La Fuerza Aérea Neerlandesa (Militaire Luchtvaartafdeling, ML) disponía, por su parte, de 144 aeronaves, de las que la mitad fueron destruidos en el primer día de la invasión. El resto de la aviación neerlandesa se las arregló para efectuar 332 vuelos antes de dispersarse y solo alcanzó a derribar unos pocos aparatos alemanes, perdiendo 110 propios. El XVIII Ejército alemán se hizo con varios puentes durante la batalla de Róterdam, pasando de largo la Línea de Agua desde el sur y penetrando en la Fortaleza Holanda. Una operación separada a cargo de la Luftwaffe, la batalla de La Haya, resultó en un fracaso. Por otro lado, los aeródromos de Ypenburg, Ockenburg y Valkenburg fueron capturados pírricamente por lo alemanes y recapturados ese mismo día por fuerzas neerlandesas. Un total de 96 aviones fueron derribados por artillería neerlandesa. Asimismo, las operaciones de transporte de la Luftwaffe se saldaron con 125 Ju 52 destruidos y 47 dañados; pérdidas en el orden del 50 por ciento. La operación aerotransportada implicó también la pérdida de la mitad de los paracaidistas: 4000 soldados, incluyendo 20 por ciento de los suboficiales y 42 por ciento de los oficiales. De estas bajas, 1200 fueron capturados y enviados a Gran Bretaña como prisioneros de guerra.
El VII Ejército francés se vio imposibilitado de bloquear el avance de los refuerzos blindados alemanes de la 9.ª División Panzer, que llegaron a Róterdam el 13 de mayo. Ese mismo día, en el este, tras el fracaso de un intento neerlandés de retrasar la invasión alemana en la batalla del Grebbeberg, los neerlandeses se replegaron desde de la Línea Grebbe hacia la Nueva Línea de Agua. El Ejército Neerlandés, aun en buena medida intacto, se rindió al atardecer del 14 de mayo al considerar que la situación estratégica se había vuelto insostenible y temiendo que la destrucción del bombardeo de Róterdam —llevado a cabo por bombarderos Heinkel He 111 del Kampfgeschwader 54 y motivo de controversia hasta hoy— se extendiera hacia otras ciudades de los Países Bajos. El documento de capitulación fue firmado al día siguiente, pero el VII Ejército y algunas formaciones coloniales continuaron resistiendo en la provincia de Zeeland hasta el 18 de mayo. La reina Guillermina de los Países Bajos estableció un gobierno en el exilio en Londres. Las bajas neerlandesas fueron de casi 5000 muertos: 2157 del Ejército, 75 de la Fuerza Aérea, 125 de la Armada y 2559 civiles.
Invasión de Bélgica

Formación de la Bolsa de Bélgica, que atrapó al grueso de las fuerzas anglo-francesas.

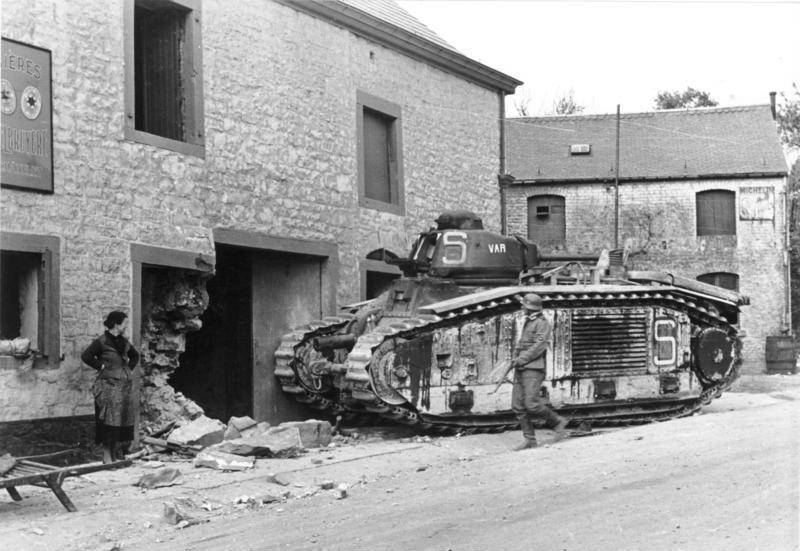
Un civil belga y un soldado alemán observan un carro pesado francés abandonado "Char B1" llamado "VAR" (37.º batallón) y los daños en la casa cercana en el pueblo de Ermeton-sur-Biert, cerca de Namur. En algún momento después del 14 de mayo de 1940.

La Luftwaffe logró imponer rápidamente la superioridad aérea sobre los Países Bajos: habiendo realizado exhaustivas misiones de fotografía aérea, destruyeron 83 de los 179 aviones de la Aeronautique Militaire durante las primeras 24 horas de la campaña, y las 77 misiones operacionales efectuadas por los belgas tuvieron escaso impacto en el desarrollo de la misma. Debido a que la composición del Grupo de Ejércitos B se había visto debilitada a causa de los planes anteriores, la ofensiva de distracción del VI Ejército corría peligro de estancarse frente a las sólidas defensas belgas en el Canal Alberto. La principal ruta de aproximación se veía bloqueada por el Fuerte Eben-Emael, considerada la fortaleza más moderna de toda Europa, que controlaba el cruce entre el Mosa y el Canal Alberto.
El punto débil de la estrategia alemana se hallaba en el tiempo: la celeridad era un factor clave en la campaña, dada la necesidad de que el grueso de las fuerzas aliadas estuviesen ocupadas antes de que el Grupo de Ejércitos A estableciera sus cabezas de playa. Para sortear esta dificultad, la Wehrmacht debió recurrir a medios poco convencionales para hacerse con la fortaleza de Eben-Emael. En las primeras horas del 10 de mayo, un número de planeadores DFS 230 aterrizaron sobre el fuerte y desembarcaron grupos de asalto, que procedieron a inutilizar las torretas con cargas huecas. Simultáneamente, paracaidistas alemanes capturaban los puentes sobre el canal. Los belgas lanzaron varios contraataques que la Luftwaffe consiguió bloquear. Perforadas sus defensas justo en el momento en que parecían más fuertes que nunca, el Mando Supremo Belga ordenó replegar sus divisiones a la línea del Dyle cinco días antes que lo planeado. Otras operaciones similares intentadas sobre puentes en los Países Bajos, en Maastricht, fracasaron. Todos fueron dinamitados por el ejército neerlandés y solo un puente ferroviario fue capturado. El avance alemán en territorio neerlandés había sido, de momento, frenado.
La noticia de la derrota en Bélgica no fue bien recibida por una BEF y un I Ejército Francés que aún no se hallaban atrincherados. Los Aliados se habían convencido de que la resistencia en territorio belga les daría varias semanas de anticipación para preparar una línea defensiva en Gembloux. A su vez, el hecho de que el XVI Panzerkorps del General Erich Hoepner, compuesto por las 3.ª y 4.ª Divisiones Panzer, cruzara los recién capturados puentes en dirección a Gembloux, pareció confirmar la presunción del Mando Supremo Francés de que allí sería el punto central del ataque alemán. Gembloux se ubicaba entre Wavre y Namur, sobre terreno llano, ideal para tanques. Asimismo, constituía un punto débil, sin fortificar, de la línea Aliada. A fin de ganar tiempo para establecerse allí, el comandante del Cuerpo de Caballería del I Ejército, René Prioux, envió a las 2.ª y 3.ª Divisions Légères Mécaniques hacia la concentración alemana en Hannut, al este de Gembloux. Esto proveería una cortina de humo con la que distraer a los alemanes y proporcionar tiempo suficiente para que el I Ejército se atrincherase.
Batallas de Hannut y Gembloux
La batalla de Hannut (12 y 13 de mayo), en la que participaron unos 1500 vehículos, fue en su momento el enfrentamiento más grande entre carros de combate jamás librado. Los franceses inutilizaron alrededor de 160 carros alemanes, mientras que sus bajas fueron 91 tanques Hotchkiss H35 y 30 Somua S-35. La Wehrmacht se hizo con el campo de batalla luego de que las fuerzas francesas emprendieran una retirada ordenada, pudiendo, además, reparar varios de sus carros de combate dañados. En cuanto a las fuerzas alemanas, la 3.ª División Panzer perdió 20 tanques, y la 4.ª perdió 29. Prioux tuvo éxito a nivel táctico, dado que cumplió el objetivo de retrasar a las divisiones Panzer y dar tiempo al I Ejército de atrincherarse. El ataque tudesco contra el I Ejército había tenido lugar al norte de Sedán, que era el principal objetivo de Hoepner. Sin embargo, este no logró impedir el avance francés al Dyle ni destruir al I Ejército. El 14 de mayo, luego de haber sido demorado en Hannut, Hoepner, contra las órdenes de sus superiores, atacó Gembloux. Esta fue la única ocasión en la que carros de combate alemanes atacaron frontalmente una fortificación en toda la campaña. La 1.ª División Marroquí repelió exitosamente el ataque, inutilizando 42 tanques de la 4.ª División Panzer, de los cuales se repararon 16; esta segunda victoria defensiva francesa fue anulada, sin embargo, por lo que ocurría al sur de Sedán.

### Frente central
Ardenas

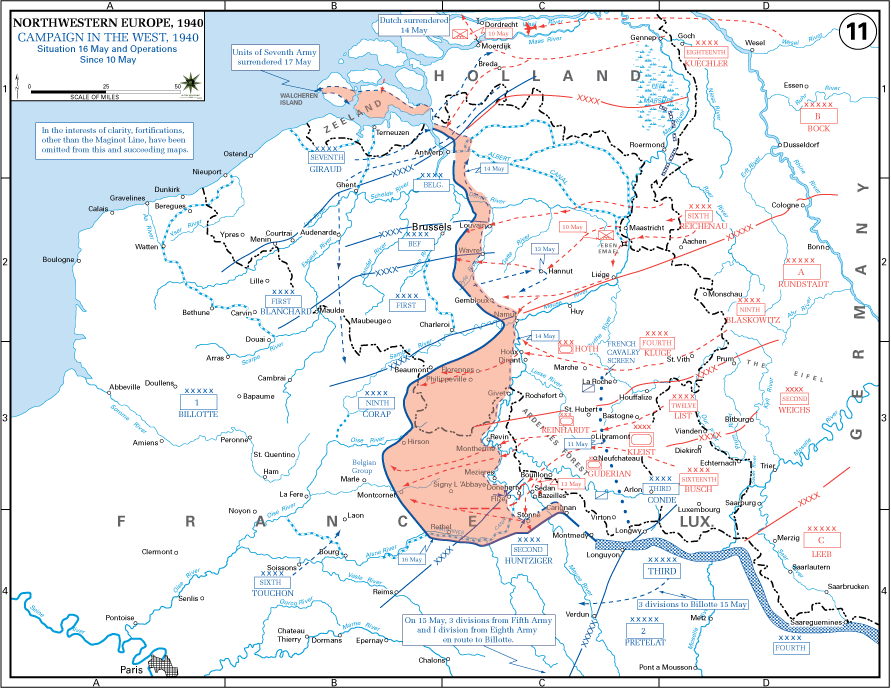
Avance alemán hacia el mediodía del 16 de mayo de 1940.

El avance del Grupo de Ejércitos A debía ser demorado por el de la infantería motorizada belga y las divisiones de caballería francesas (DLC, Divisions Légères de Cavalerie) a través de las Ardenas. El principal foco de resistencia provino del Batallón de Chasseurs Ardennais y la 1.ª División de Caballería, reforzada esta última por ingenieros y la 5.ª Division Légère de Cavalerie (5.ª DLC). Las tropas belgas bloquearon los caminos, aferraron a la 1.ª División Panzer en Bodange por alrededor de ocho horas y se retiraron hacia el norte, demasiado rápido para los franceses que aún no habían llegado, y sus barreras no otorgaron efectividad al no estar defendidas. A raíz de esto, los ingenieros alemanes desmantelaron los obstáculos sin inconvenientes. Entretanto, las fuerzas francesas no disponía de suficiente capacidad antitanque como para bloquear la enorme cantidad de tanques alemanes con las que se encontraron, por lo que cedieron y se replegaron cruzando el Mosa.
Al mismo tiempo, el avance alemán se vio dificultado por la congestión provocada por el elevado número de carros de combate. El Panzergruppe Kleist tenía más de 41 000 vehículos pero solo cuatro rutas para atravesar las Ardenas. Los vuelos de reconocimiento del Armée de l'Air ya habían detectado las formaciones alemanas en la madrugada del 11 de mayo, pero fueron asumidas como parte de un avance secundario del ataque principal en Bélgica. La noche siguiente, un piloto de reconocimiento informó haber avistado una larga columna de vehículos moviéndose con las luces apagadas, mientras que otro piloto transmitió lo mismo y que muchos de aquellos vehículos eran tanques. Por la tarde, el reconocimiento aéreo fotográfico y los reportes de los pilotos daban cuenta de carros de combate y equipamiento para la construcción de puentes. El 13 de mayo, el Panzergruppe Kleist generó un embotellamiento de 250 km de longitud en una ruta entre los ríos Mosa y Rin. Mientras las columnas alemanas constituyeron blancos fijos, los bombarderos franceses atacaron a la Wehrmacht en el norte de Bélgica, en la batalla de Maastricht, sufriendo importantes bajas. En tan solo 48 horas, la fuerza de bombarderos había sido reducida de 135 a 72 aparatos.

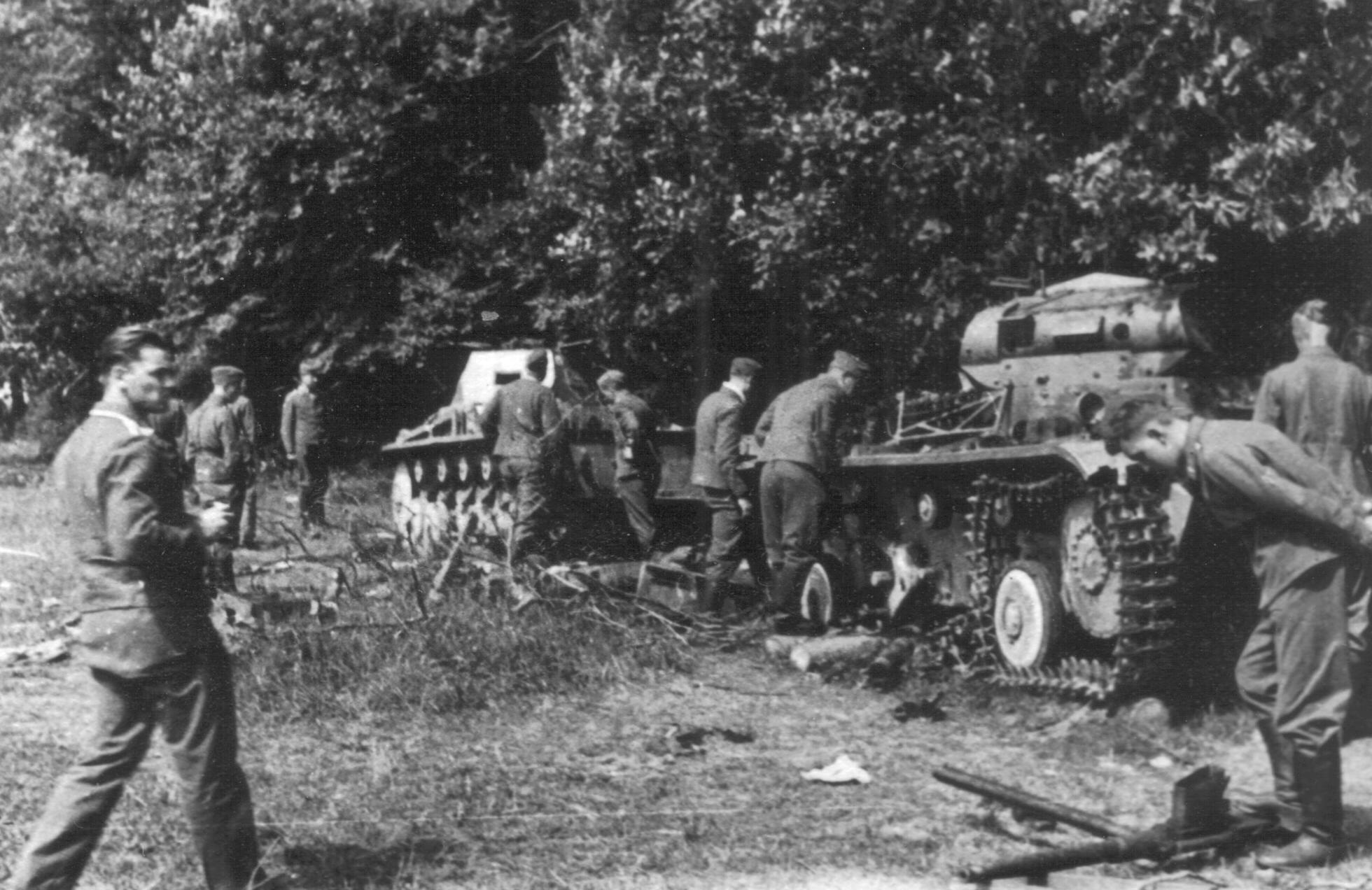
Carros alemanes destruidos.

El 11 de mayo, Gamelin ordenó a las divisiones de reserva reforzar el sector del Mosa. A causa del peligro representado por la Luftwaffe, el transporte ferroviario fue restringido a las horas de la noche, lo cual demoró el refuerzo. Las fuerzas francesas no sintieron urgencia, dado que creían que la concentración de divisiones alemanas sería igualmente lenta; ni tampoco cruzaron los ríos sin asegurarse de disponer de fuego de artillería como apoyo. Si bien eran conscientes de que las formaciones de tanques e infantería alemanas eran fuertes, confiaban en sus fortificaciones y en la superioridad de su artillería. Sin embargo, la capacidad de la artillería francesa en este respecto era dudosa, puesto que, por un lado, esta estaba diseñada para ser utilizada contra infantería; y por el otro, escaseaban las piezas tanto antiaéreas como antitanque. El avance germano llegó a la línea del Mosa al caer la tarde del 12 de mayo. A fin de permitir a los tres ejércitos del Grupo de Ejércitos A cruzar, debieron establecerse tres cabezas de puente: una en Sedán , al sur; otra en Monthermé, al noroeste; y en Dinant, más al norte. Las primeras unidades alemanas en llegar apenas tenían superioridad numérica, y la artillería alemana tenía un total de 12 proyectiles por cañón, mientras que la artillería francesa disponía de 30 rondas diarias por cañón.
Batalla de Sedán
La ciudad de Sedán se hallaba defendida por la Línea del Mosa, un cinturón de 6 km de profundidad establecido en concordancia con los principios modernos de defensa sobre las pendientes cercanas al valle del río Mosa. Esta se hallaba reforzada por 103 fortines custodiados por el 147.º Regimiento de Infantería de Fortaleza. Otras posiciones más al interior estaban defendidas por la 55.ª División de Infantería, una formación esencialmente de reserva. En la mañana del 13 de mayo, la 71.ª División de Infantería se movilizó hacia el este de Sedán, permitiendo a la 55.ª División estrechar su frente en un tercio y proyectar su posición en una profundidad de 10 km. Asimismo, contaba con la superioridad en artillería respecto de las fuerzas alemanas presentes. Ese mismo día, el Panzergruppe Kleist penetró en tres puntos cerca de Sedan, siendo cada incursión llevada a cabo por las 1.ª, 2.ª y 10.ª Divisiones Panzer, con apoyo de las tropas de élite del Regimiento de Infantería Großdeutschland. En lugar de la lenta concentración de artillería anticipada por los franceses, Alemania concentró su poder aéreo (a falta de artillería) en crear un boquete en un angosto sector de las líneas francesas mediante bombardeos en alfombra y en picado. A Guderian se le había prometido un extraordinario apoyo aéreo en la forma de un ataque continuo de más de ocho horas de duración, entre las 08:00 y el crepúsculo.

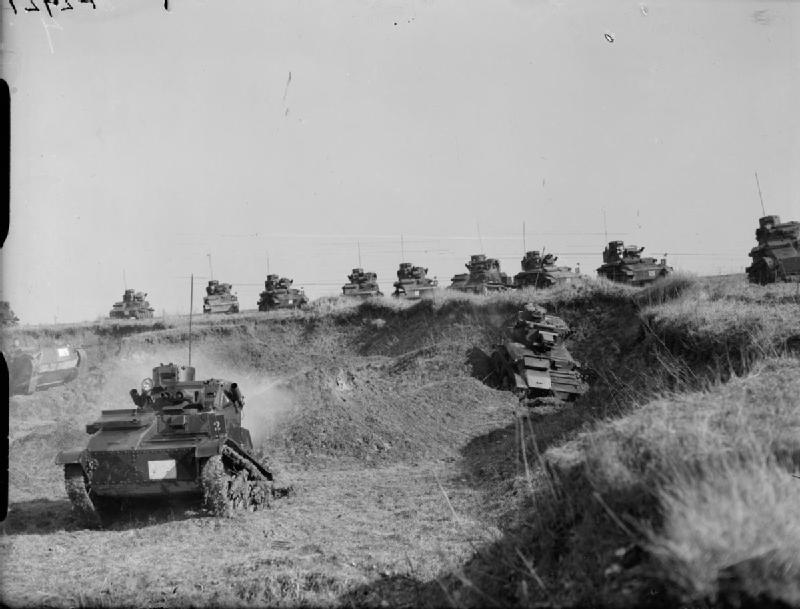
Light Tank Mk VI de 4/7th Dragoon Guards en ejercicio en Bucquoy, 12 de marzo de 1940.

La Luftwaffe llevó a cabo lo que en su momento constituyó el bombardeo más intenso por parte de Alemania en la contienda, y el más grande de la historia mundial. Dos Sturzkampfgeschwader (escuadrones de bombardeo en picado) atacaron, efectuando 300 misiones contra posiciones francesas, Un total de 3940 misiones fueron llevadas a cabo por nueve Kampfgeschwadern (grupos de bombarderos). Algunos de los fortines más a la vanguardia resultaron ilesos, y sus guarniciones lograron repeler los intentos de las 2.ª y 10.ª Divisiones Panzer de cruzar el Mosa. Sin embargo, la moral de la 55.ª División se vio quebrantada ante los ataques aéreos alemanes, y los artilleros franceses optaron por huir. Para la medianoche, la infantería alemana, al precio de unos cientos de bajas, consiguió penetrar unos 8 km dentro de la zona defensiva francesa. Aun así, el grueso de la infantería no había cruzado. Gran parte de este éxito se debió a la actuación de seis pelotones de ingenieros alemanes.
El caos iniciado en Sedán se propagó. A las 19:00 del mismo 13 de mayo, la última línea defensiva preparada, situada en la cresta de Bulson, a 10 km del río, se hallaba defendida por elementos del 295.º Regimiento de la 55.ª División de Infantería. Los rumores sobre la llegada de tanques alemanes sembraron el pánico, causando que las tropas escapasen dejando un hueco en las líneas francesas antes de la llegada del enemigo. La ola de pánico también afectó a la artillería. La Wehrmacht no había atacado esta posición y no lo haría sino hasta 12 horas después, a las 07:20 del 14 de mayo. Alarmado por la gravedad de la derrota en Sedán, el general Gaston-Henri Billotte, comandante del I Grupo de Ejércitos, cuyo flanco derecho pivotaba en torno a la defensa de sedán, ordenó bombardear los tres puentes sobre el río Mosa, convencido de que «¡Sobre ellos pasará la victoria o la derrota!». Ese día, todos los bombarderos ligeros aliados disponibles fueron empleados en un intento por destruir los puentes, saldándose con la pérdida del 44 % de la fuerza de bombarderos aliada sin lograr resultado alguno.

#### Colapso en el Mosa

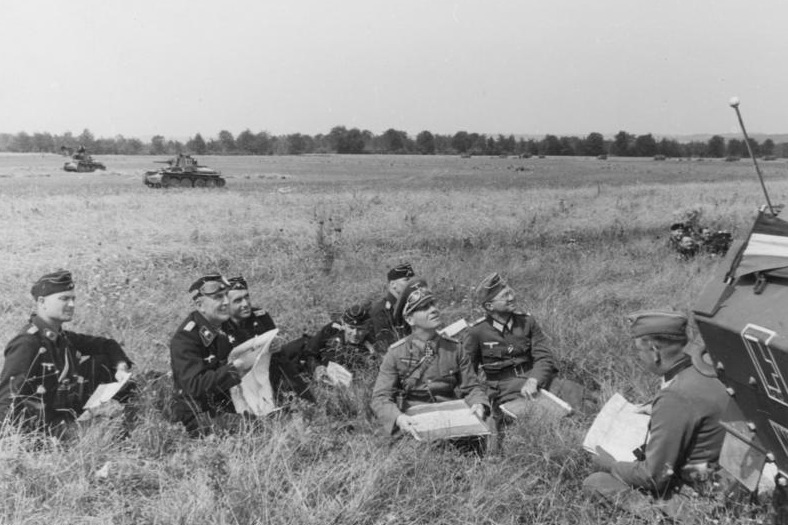
El General Erwin Rommel en 1940. Tanto Rommel como Guderian optaron por ignorar las directivas del OKW de detenerse tras romper el cerco en las cabezas de puente en el Mosa. Esta decisión resultaría crucial para la victoria alemana.

Guderian había indicado el 12 de mayo su deseo de extender la cabeza de playa hasta llegar a los 20 km. Su superior, el general Ewald von Kleist, le ordenó en nombre de Hitler limitar sus movimientos a un margen de 8 km antes de consolidarse. A las 11:45 del 14 de mayo, Rundstedt confirmó la orden, la cual implicaba que las unidades de tanques debían atrincherarse. Guderian consiguió, amenazas de renunciar e intrigas de por medio, que Kleist accediera a una formulación para un reconocimiento en fuerza. Guderian continuó avanzando pese a la orden de detenerse. El plan original de Manstein, como había sugerido Guderian, contemplaba ataques secundarios hacia el sureste, donde se hallaba la retaguardia de la línea Maginot, lo cual confundiría a los mandos franceses y permitiría ocupar territorios en los que se concentrarían las fuerzas de la contraofensiva francesa. Este elemento había sido eliminado a instancias de Halder, pero Guderian envió a la 10.ª División Panzer y al Regimiento Großdeutschland al sur, sobre la meseta de Stonne.

#### Baja moral de los dirigentes franceses

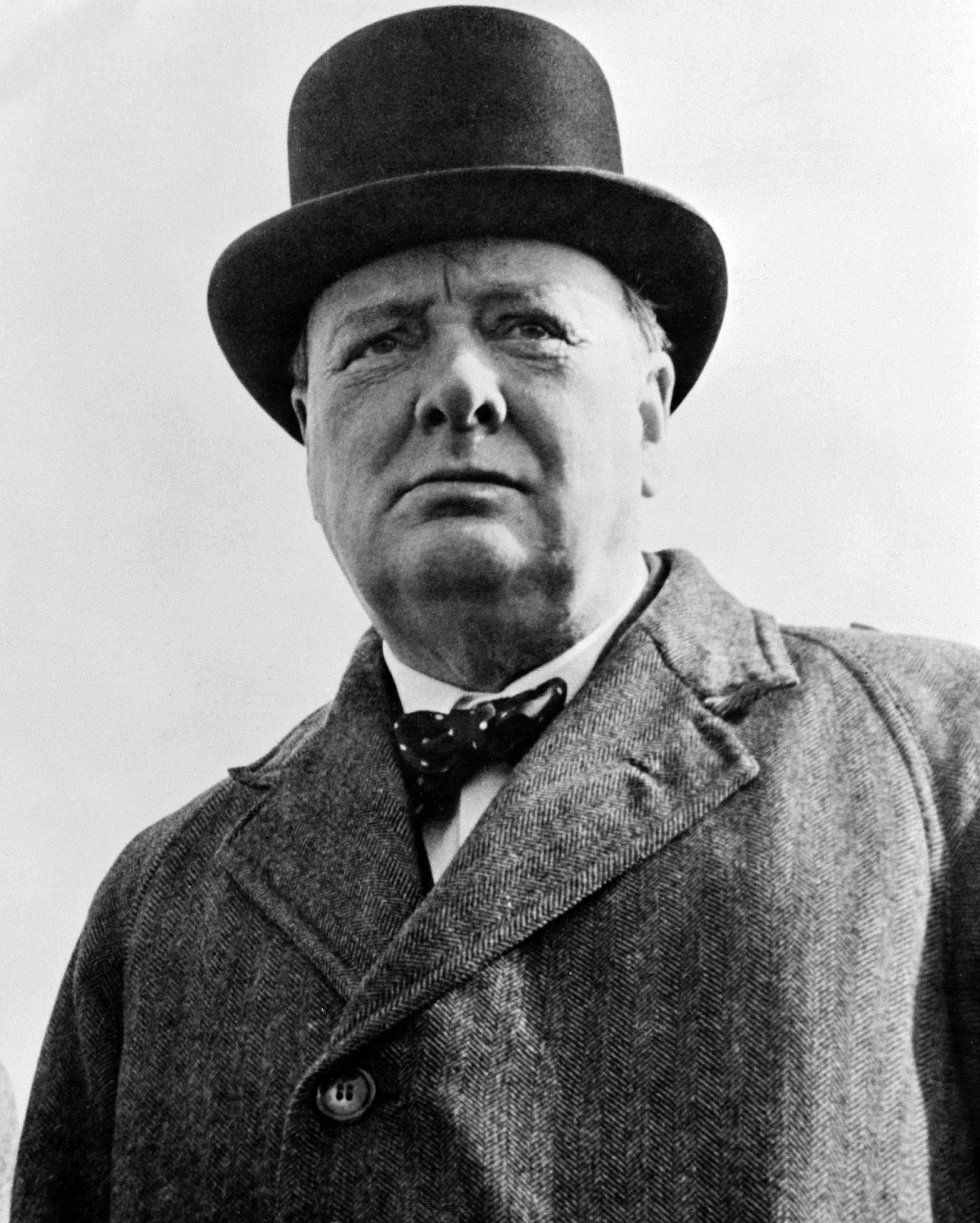
Winston Churchill visitó Francia en reiteradas ocasiones durante la campaña, en un intento por elevar la moral del país galo.

El alto mando francés reaccionó muy lentamente a causa de su estrategia de «guerra metódica», y tras la conmoción generada por la repentina ofensiva alemana, sucumbió al derrotismo. En la mañana del 15 de mayo, el primer ministro de Francia Paul Reynaud telefoneó al flamante primer ministro británico Winston Churchill, y le comentó: «Fuimos derrotados. Estamos superados; hemos perdido la batalla». Churchill trató de reconfortar a Reynaud recordándole acerca de todas las veces en las que los alemanes habían penetrado en las líneas Aliadas durante la Primera Guerra Mundial solo para ser expulsados. Sin embargo, Reynaud estaba inconsolable.
Churchill voló a París el 16 de mayo e inmediatamente tomó conciencia de la gravedad de la situación cuando observó que el gobierno francés estaba preparando la evacuación de la capital y quemando sus archivos. En una sombría entrevista con los más altos jerarcas militares franceses, Churchill preguntó al general Gamelin: «¿Dónde está la reserva estratégica?», refiriéndose a las reservas que habían salvado a París durante la contienda anterior. Gamelin respondió:

Ninguna.

Tras la guerra, Gamelin afirmaría que sus palabras exactas fueron «Ya no hay ninguna». Churchill describió más tarde a aquel momento como el más impactante de su vida. Al preguntarle a Gamelin sobre el momento y lugar en que el general planeaba lanzar un contraataque sobre los flancos alemanes. Gamelin simplemente contestó: «Inferioridad en número, inferioridad en equipamiento, inferioridad en método».

### Plan de Weygand

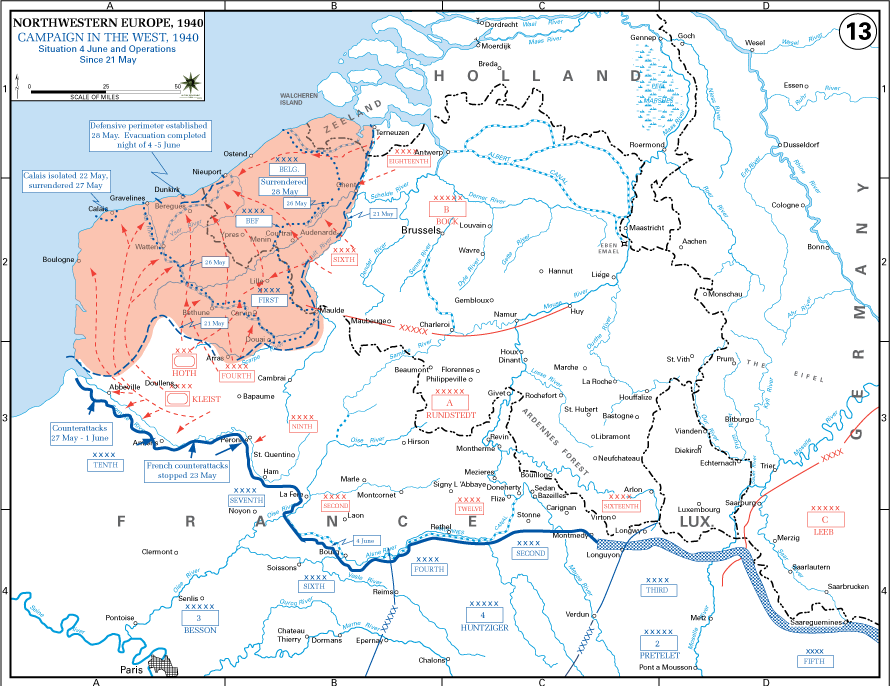
Situación militar entre el 21 de mayo y el 4 de junio.

En la mañana del 20 de mayo, Gamelin ordenó a los ejércitos acorralados en Bélgica y el norte de Francia que rompiesen el cerco y se dirigieran al sur para unirse a las fuerzas francesas que atacaban hacia el norte desde el Somme. Al caer la tarde del 19 de mayo, el primer ministro francés Paul Reynaud despidió a Gamelin y lo reemplazó con Maxime Weygand, quien afirmó que su primera misión como comandante en jefe sería dormir bien por una noche. Las órdenes dictadas por Gamelin fueron canceladas, mientras que Weygand se tomó varios días para efectuar visitas de cortesía a París. Weygand propuso una contraofensiva que combinase tanto un empuje de los ejércitos atrapados en el norte como el ataque de las formaciones en el Somme, constituidas en el flamante III Grupo de Ejércitos francés (al mando del General Antoine-Marie-Benoît Besson).
El corredor que el Panzergruppe von Kleist había atravesado para llegar a la costa era estrecho, y en el norte se hallaban los tres DLM y la Fuerza Expedicionaria Británica; en el sur estaba la 4.ª División Acorazada (DCR, Division Cuirassé). El retraso generado a los Aliados por el recambio de mando francés proporcionó a las divisiones de infantería alemanas el tiempo necesario para arribar y reforzar el corredor de los Panzer. Los carros de combate alemanes también habían capturado un segmento de la costa del Canal de la Mancha. Weygand viajó a inspeccionar la bolsa el 21 de mayo y se entrevistó con Billotte, el comandante del I Grupo de Ejércitos y con el rey Leopoldo  III de Bélgica. El monarca anunció que el Ejército Belga no estaba en condiciones de emprender acciones ofensivas debido a que carecía de tanques y aviones, y que la parte de Bélgica no ocupada por Alemania solo disponía de reservas de alimentos para dos semanas. Leopoldo no esperaba que la BEF se arriesgase para mantener el contacto con el Ejército Belga, pero advirtió que éste colapsaría en tanto persistiese la ofensiva en el sur. Sugirió, en cambio, establecer una cabeza de playa que abarcase Dunkerque y los puertos belgas.

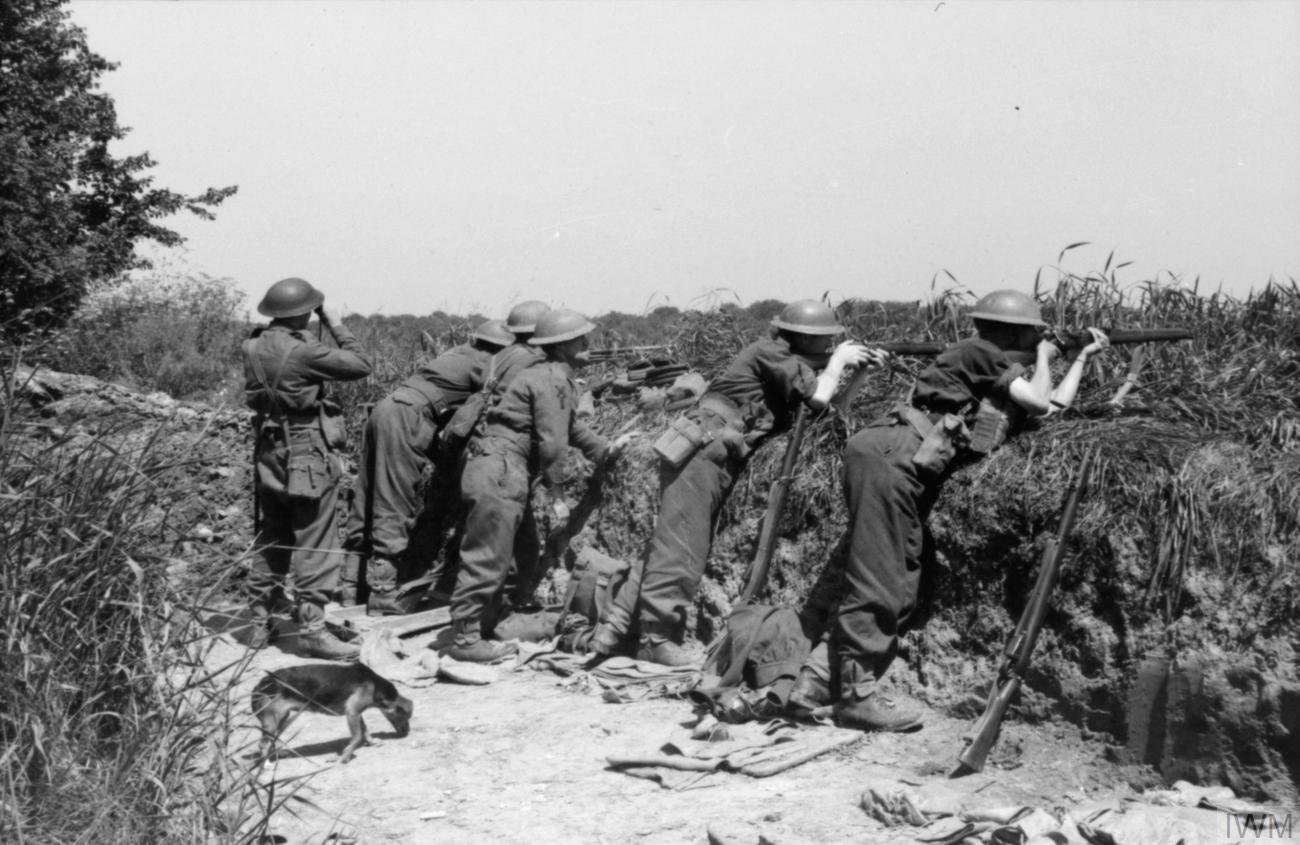
Hombres de la 7.ª Argyll and Sutherland Highlanders, 51.ª División de las Tierras Altas, ocupando un puesto en el área del río Bresle, del 6 al 8 de junio de 1940.

Gort no confiaba en la posibilidad de una victoria francesa. El 23  de mayo, Billotte murió en un accidente automovilístico, lo cual empeoró la situación al dejar al I Grupo de Ejércitos acéfalo por tres días. Asimismo, él era el único comandante aliado en el norte en haber sido informado del plan de Weygand. Ese mismo día, Gran Bretaña decidió evacuar a sus tropas de los puertos del canal. Solamente tuvieron lugar dos ofensivas locales, una anglofrancesa en el norte de Arrás, el 21 de mayo, y otra francesa desde Cambrai en el sur al día siguiente. La Frankforce (comandada por el Mayor-General Harold Franklyn), compuesta por dos divisiones, se había movilizado en torno a la zona de Arrás. Franklyn desconocía el avance francés en el norte en tanto que los franceses ignoraban el ataque británico hacia Arrás. Franklyn asumió que debía apoyar a la guarnición aliada en Arrás y cortar las comunicaciones alemanas en la zona aledaña. Sin embargo, era reacio a comprometer a las 5.ª y 50.ª Divisiones de Infantería, protegidas en los flancos por la 3.ª DLM francesa, en un ataque con objetivos limitados. Solo dos batallones de infantería británicos y otros dos batallones de la Brigada de Tanques del I Ejército británico, equipados con 58 tanques Matilda I y 16 Matilda II, más un batallón de motocicletas, participarían en el ataque principal.

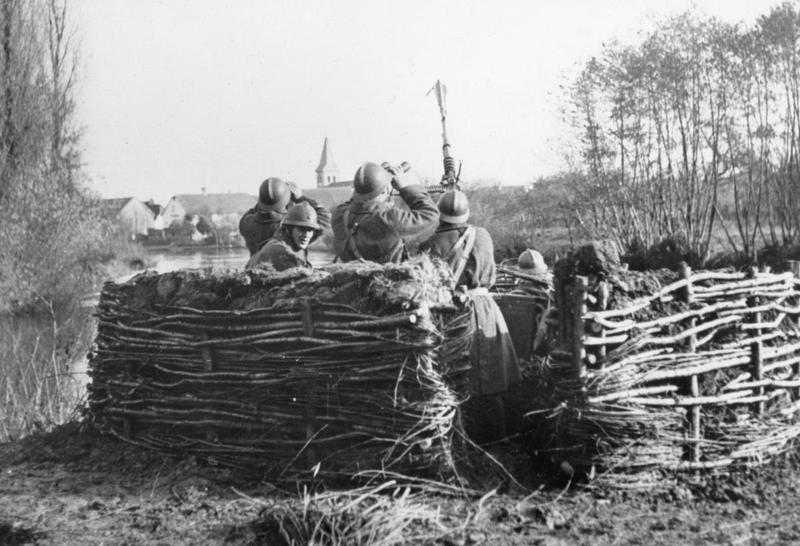
soldados franceses usando una Hotchkiss antiaérea.

La Batalla de Arrás logró un buen aprovechamiento del factor sorpresa y algunos éxitos iniciales frente a una sobrecargada Wehrmacht, pero no logró su objetivo. La comunicación por radio entre la infantería y los carros de combate era paupérrima y existía muy poca coordinación de fuerzas combinadas como la practicada por los alemanes. Las defensas tudescas (que incluían artillería FlaK de 88 mm y obuses leFH 18 de 105 mm) frenaron finalmente los ataques. El ejército francés destruyó muchos carros de combate alemanes mientras éstos se retiraban, pero la Luftwaffe dispersó los contraataques aliados, perdiéndose unos 60 carros británicos. El ataque desde el sur en Cambrai también fracasó debido a que el V Cuerpo se encontraba muy desorganizado tras los combates en Bélgica. El OKH entró en pánico ante la posibilidad de que cientos de tanques aliados destrozaran a sus mejores fuerzas, pero Rommel deseaba continuar con el empuje hacia adelante. En las primeras horas del 22 de mayo, el OKH recobró la cordura y ordenó al XIX Panzerkorps dirigirse hacia el norte, desde Abbeville hacia los puertos del Canal. La 1.ª División Panzer avanzó hasta Calais, la 2.ª hasta Boulogne y la 10.ª hacia Dunkerque (posteriormente se intercambiaron los roles de las 1.ª y 10.ª Divisiones). Al sur de la saliente alemana, el 23 de mayo tuvieron lugar ataques franceses limitados cerca de Peronne y Amiens. Las fuerzas británicas y francesas combatieron en la Batalla de Abbeville entre el 27 de mayo y el 4 de junio, pero no lograron eliminar la cabeza de puente alemana al sur del Somme.

## Evacuación de Dunkerque

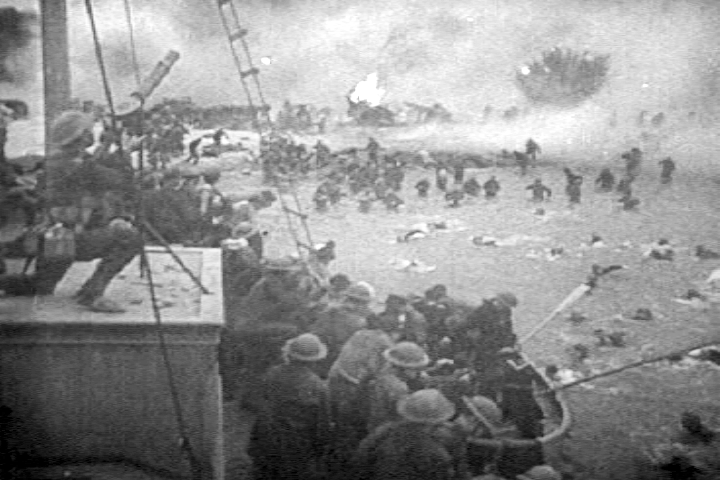
Recreación cinematográfica de la retirada británica en Dunkerque.

El 26 de mayo inició la operación Dinamo y posteriormente la operación Cycle cuyos objetivos fueron evacuar a las tropas británicas y francesas atrapadas en Dunkerque y El Havre respectivamente. Dinamo fue la más importante y se estima que casi 340.000 soldados aliados lograron escapar, si bien la mayoría eran ingleses. Para asegurar el transporte marítimo se recurrió a la población que voluntariamente o no, entregaron sus barcos para ayudar en la evacuación de los soldados.
Por su parte, los alemanes hostigaron continuamente a los soldados que intentaban escapar del cerco mediante ataques aéreos de la Luftwaffe; sin embargo, las bajas aéreas germanas fueron mayores que las aliadas. Para detener el avance de los Panzer y dar tiempo a las tropas para escapar, varios cuerpos aliados fueron enviados a mantener el perímetro del cerco. En lo que se conoce como la batalla de Dunkerque, los alemanes tuvieron que detenerse momentáneamente debido a las líneas defensivas que se habían improvisado. A pesar de que la operación fue considerada un éxito, no modificó el irremediable hecho de que la batalla de Francia se había perdido. Durante la evacuación, los alemanes lograron hundir 9 destructores aliados, así como capturar todo el armamento pesado, que se abandonó en las playas.

## Conquista de Francia

Ocupación alemana de Francia.

Si bien la suerte de la batalla estaba echada, todavía le quedaba a Alemania ocupar Francia. Francia había perdido para aquel entonces todo su mejor armamento así como sus mejores divisiones, además sus fuerzas acorazadas eran nulas. El Plan Weygand en el norte se había convertido en una masacre y el pueblo francés no veía la evacuación de Dunkerque desde el mismo punto de vista que los ingleses. Aprovechándose del sentimiento de abandono que sentían los franceses respecto a sus aliados, los ingleses, los alemanes empezaron una campaña de desmoralización cuya consigna era: «Los británicos lucharán hasta el último francés». En este punto, aunque ya no parecía posible, la situación de Francia empeoró cuando el 10 de junio, Italia le declaró la guerra. Sin embargo, el ataque italiano no pudo avanzar más de unos kilómetros en un país ya derrotado, esta debilidad caracterizó a Italia durante toda la guerra.
El 5 de junio se reinició el ataque sobre el río Somme, para el 10 de junio el gobierno francés, por obvias razones, decidió abandonar París, a la que declaró ciudad abierta, e instalarse en Burdeos. El 11 de junio Churchill viajó a Briare donde se reunió con el Consejo de Guerra de Francia, que le pidieron desesperados que enviara a todos los aviones que tuviera al cielo francés. Debido al bajo número de escuadrones ingleses que quedaban, Churchill se negó. La verdadera razón de su visita era asegurarse que la flota francesa no cayera en manos alemanas. Una vez que obtuvo la garantía de que esto no sucedería de parte del Almirante François Darlan, Inglaterra dejó a los franceses todo el peso de la guerra en Europa. Pocos días después, el 14 de junio, los alemanes la única fuerza combatiente aliada en Europa, se rindió el 22 de junio cuando Guderian se lanzó contra la Línea Maginot desde el lado oeste, acorralando a los franceses.

## Acontecimientos posteriores

Simbólica fotografía: Hitler (centro), el arquitecto Albert Speer (izquierda) y el escultor Arno Breker (derecha) el 23 de junio de 1940, posando frente a la torre Eiffel de París.

Hitler se reunió con varios altos oficiales franceses, quienes solicitaron un armisticio. Hitler seleccionó el lugar de reunión cerca de Compiègne, ya que allí se había firmado el armisticio con Alemania en la Primera Guerra Mundial. Además se trajo el mismo vagón de ferrocarril donde se había firmado el primer armisticio y se colocó en el mismo lugar donde había estado en 1918. Hitler se sentó en el mismo lugar donde se habían sentado los representantes aliados de la primera guerra y ordenó que los franceses se sentaran en donde se habían sentado los representantes alemanes. Después de leer el preludio del armisticio, Hitler se retiró de la sala, dejando al mariscal de campo Wilhelm Keitel a cargo de las «negociaciones». El acuerdo estipulaba que Alemania ocuparía dos terceras partes de Francia y establecía dimensiones minúsculas para el Ejército francés; cuando los franceses se quejaron ante la dureza de las condiciones, los alemanes dejaron claro que no cederían en ningún punto.
Finalmente se firmó el armisticio y acabó la guerra en Francia. La porción no ocupada quedó controlada por un Gobierno colaboracionista con sede en Vichy y cuyo primer ministro fue el mariscal Philippe Pétain; se la conoció como la «Francia de Vichy».
El 26 de junio las tropas alemanas llegaban a la frontera española ocupando Hendaya.
Charles de Gaulle inmediatamente se declaró en contra del Gobierno de Vichy y proclamó la Francia Libre. Llamó asimismo a formar la Resistencia francesa; varias colonias francesas se unieron a la Francia Libre, si bien la mayoría se quedaron sometidas a la administración de Vichy.
Los británicos no confiaban en el almirante. Darlan, que se había vuelto una figura importante en el Gobierno de Vichy, por lo que atacaron a la flota francesa estacionada en Mers el-Kebir, actual Argelia, lo que generó roces entre los aliados ingleses y franceses.

## Fuerzas enfrentadas el 10 de mayo
| Estado        | Divisiones | Cañones | Carros de combate | Aviones |
| ------------- | ---------- | ------- | ----------------- | ------- |
| Francia       | 86         | 10 700  | 2268              | 1401    |
| Reino Unido   | 10         | 1300    | 310               | 460     |
| Bélgica       | 22         | 1400    | 280               | 250     |
| Países Bajos  | 9          | 700     | 1                 | 175     |
| Luxemburgo    | 1          | ?       | ?                 | ?       |
| Polonia       | 2 (+2)     | ?       | 45                | 75      |
| Total aliados | 130        | 14 100  | 2904              | 2361    |
| Alemania      | 141        | 7000    | 2550              | 4020    |

## Cronología

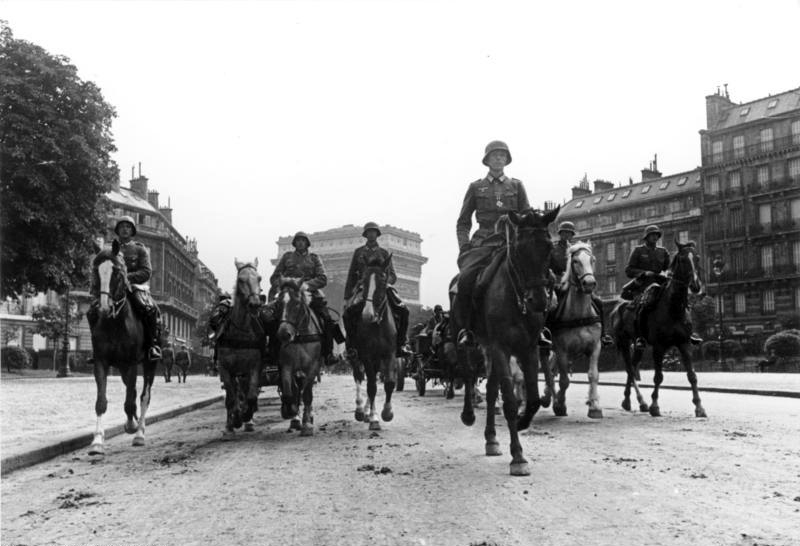
Tropas alemanas desfilan por París.

- 10 de mayo: La Wehrmacht lanza una ofensiva sobre el frente occidental con 141 divisiones, 2 flotas aéreas con un total de alrededor de 4020 aviones y un cuerpo de carros blindados.

- 14 de mayo: La Luftwaffe bombardea Róterdam, destruyendo buena parte de la ciudad neerlandesa.

- 15 de mayo: Los Países Bajos capitulan.

- 18 de mayo: Los Panzer del general Erwin Rommel alcanzan el mar y separan en dos a las Fuerzas aliadas.

- 28 de mayo: Capitulación del Ejército belga. Las fuerzas británicas y francesas cercadas en Dunkerque empiezan a ser evacuadas por el canal de la Mancha.

- 4 de junio: Capitulación de Dunkerque, después de que mediante la operación Dinamo se evacuase a un total de 338 872 combatientes.

- 10 de junio: El dictador italiano Benito Mussolini declara la guerra a los aliados e invade el sur de Francia a través de los Alpes. La ofensiva, no obstante, es rápidamente frenada y resulta un completo fracaso.

- 14 de junio: La Wehrmacht ocupa París.

- 22 de junio: Francia firma el armisticio en Rethondes.